# Liste des monuments historiques de Lyon
Cet article recense les monuments historiques de Lyon, en France.

## Statistiques
En 1964, le centre ville de Lyon est le premier secteur sauvegardé en France par application de la loi Malraux, un mois avant celui de Chartres.
Lyon compte 247 édifices comportant au moins une protection au titre des monuments historiques, soit 49 % des monuments historiques du département du Rhône. Lyon est la 5e ville française comptant le plus de monuments historiques, après Paris, Bordeaux, La Rochelle et Nancy. 52 édifices comportent au moins une partie classée ; les 195 autres sont inscrits.
Le graphique suivant résume le nombre d'actes de protection par décennies (ou par année avant 1880) :

## Liste
| Monument | Arrondissement     | Adresse                                                                            | Coordonnées                      | Notice         | Protection                    | Date                | Illustration |
| --- | ------------------ | ---------------------------------------------------------------------------------- | -------------------------------- | -------------- | ----------------------------- | ------------------- | --- |
| Amphithéâtre des Trois Gaules | 1er arrondissement | Rue des Tables-Claudiennes Rue Terme Rue Burdeau                                   | 45° 46′ 14″ nord, 4° 49′ 50″ est | « PA00117781 » | Classé                        | 1961                | Amphithéâtre des Trois Gaules |
| Aqueduc du Gier | 5e arrondissement  | Rue Roger-Radisson                                                                 | 45° 45′ 34″ nord, 4° 48′ 54″ est | « PA00117782 » | Classé                        | 1862 1906 1960 1964 | Aqueduc du Gier |
| Atelier Mattelon | 4e arrondissement  | 10 rue Richan                                                                      | 45° 46′ 48″ nord, 4° 50′ 07″ est | « PA69000043 » | Inscrit                       | 2013                | Atelier Mattelon |
| Sanctuaire de Fourvière | 5e arrondissement  | place de Fourvière                                                                 | 45° 45′ 45″ nord, 4° 49′ 21″ est | « PA00117783 » | Classé                        | 2014                | Sanctuaire de Fourvière |
| Basilique Saint-Martin d'Ainay | 2e arrondissement  |                                                                                    | 45° 45′ 13″ nord, 4° 49′ 38″ est | « PA00117800 » | Classé                        | 1840                | Basilique Saint-Martin d'Ainay |
| Bourse du travail | 3e arrondissement  | 205 rue de Créqui Place Guichard Rue Voltaire                                      | 45° 45′ 33″ nord, 4° 50′ 54″ est | « PA00118106 » | Inscrit                       | 1989                | Bourse du travail |
| Café du Rhône | 3e arrondissement  | 23 quai Augagneur                                                                  | 45° 45′ 29″ nord, 4° 50′ 28″ est | « PA00117784 » | Inscrit                       | 1984                | Café du Rhône |
| Chais Beaucairois | 9e arrondissement  | 54 rue des Docks 26 rue Johannès-Carret                                            | 45° 47′ 15″ nord, 4° 48′ 43″ est | « PA69000017 » | Inscrit                       | 2003                | Chais Beaucairois |
| Chartreuse | 1er arrondissement | 58 rue Pierre-Dupont                                                               | 45° 46′ 18″ nord, 4° 49′ 23″ est | « PA00117921 » | Classé                        | 1987 1992 1995      | Chartreuse |
| Château de La Motte | 7e arrondissement  | 37 rue du Repos                                                                    | 45° 44′ 41″ nord, 4° 51′ 09″ est | « PA00117786 » | Inscrit                       | 1983 2014           | Château de La Motte |
| Château de la Tourette | 1er arrondissement | 80 boulevard de la Croix-Rousse                                                    | 45° 46′ 25″ nord, 4° 49′ 29″ est | « PA00117787 » | Classé                        | 1910                | Château de la Tourette |
| Collège-lycée Ampère | 2e arrondissement  | 31 rue de la Bourse                                                                | 45° 45′ 55″ nord, 4° 50′ 15″ est | « PA00117788 » | Classé                        | 1939 1944           | Collège-lycée Ampère |
| Condition publique des Soies | 1er arrondissement | 7 rue Saint-Polycarpe                                                              | 45° 46′ 09″ nord, 4° 50′ 04″ est | « PA00117789 » | Inscrit                       | 1980                | Condition publique des Soies |
| Cour des Voraces | 1er arrondissement | 9 place Colbert 14bis montée Saint-Sébastien                                       | 45° 46′ 19″ nord, 4° 50′ 05″ est | « PA00118107 » | Inscrit                       | 1990                | Cour des Voraces |
| Couvent des Carmélites | 1er arrondissement | 8, 10, 12, montée des Carmélites 15, rue de Flesselles                             | 45° 46′ 18″ nord, 4° 49′ 40″ est | « PA00117790 » | Inscrit                       | 1942                | Couvent des Carmélites |
| Couvent des Dames de Sainte-Elisabeth (actuel Conservatoire national supérieur de musique et de danse de Lyon) | 9e arrondissement  | 2 quai Chauveau                                                                    | 45° 46′ 09″ nord, 4° 48′ 45″ est | « PA00117791 » | Inscrit                       | 1978                | Couvent des Dames de Sainte-Elisabeth (actuel Conservatoire national supérieur de musique et de danse de Lyon) |
| Ancien Couvent de la Visitation | 5e arrondissement  | 21bis-23 rue Roger-Radisson 14 montée du Télégraphe                                | 45° 45′ 34″ nord, 4° 49′ 00″ est | « PA69000049 » | Inscrit                       | 2013                | Ancien Couvent de la Visitation |
| Couvent de la Visitation (actuel hôpital de l'Antiquaille) | 5e arrondissement  | 1 rue de l'Antiquaille                                                             | 45° 45′ 34″ nord, 4° 49′ 21″ est | « PA69000023 » | Classé                        | 2005                | Couvent de la Visitation (actuel hôpital de l'Antiquaille) |
| École de tissage | 1er arrondissement | 43 cours Général-Giraud                                                            | 45° 46′ 09″ nord, 4° 49′ 14″ est | « PA00118135 » | Inscrit                       | 1991                | École de tissage |
| Deux salles souterraines des thermes antiques | 5e arrondissement  | 1 place des Minimes                                                                | 45° 45′ 27″ nord, 4° 49′ 16″ est | « PA00117792 » | Classé                        | 1975                | Deux salles souterraines des thermes antiques |
| Édifice gallo-romain de forme rectangulaire | 5e arrondissement  | La Sarra                                                                           | 45° 45′ 54″ nord, 4° 49′ 32″ est | « PA00117793 » | Classé                        | 1965                | Édifice gallo-romain de forme rectangulaire |
| Église Notre-Dame | 9e arrondissement  | Le Chatelard, Île Barbe                                                            | 45° 47′ 51″ nord, 4° 50′ 01″ est | « PA00118134 » | Classé                        | 1993                | Église Notre-Dame |
| Église Notre-Dame-Saint-Vincent | 1er arrondissement | 58, 59 quai Saint-Vincent                                                          | 45° 46′ 02″ nord, 4° 49′ 45″ est | « PA00117805 » | Classé                        | 1984                | Église Notre-Dame-Saint-Vincent |
| Église Saint-Bonaventure | 2e arrondissement  | Place des Cordeliers                                                               | 45° 45′ 47″ nord, 4° 50′ 13″ est | « PA00117794 » | Inscrit                       | 1927                | Église Saint-Bonaventure |
| Église Saint-Bruno-les-Chartreux | 1er arrondissement |                                                                                    | 45° 46′ 16″ nord, 4° 49′ 21″ est | « PA00117795 » | Classé                        | 1911                | Église Saint-Bruno-les-Chartreux |
| Église Saint-Denis-de-la-Croix-Rousse | 4e arrondissement  | 4 Rue Hénon                                                                        | 45° 46′ 47″ nord, 4° 49′ 55″ est | « PA00117796 » | Inscrit                       | 1986                | Église Saint-Denis-de-la-Croix-Rousse |
| Église Saint-Georges | 5e arrondissement  | Place François-Bertras                                                             | 45° 45′ 28″ nord, 4° 49′ 32″ est | « PA00117797 » | Inscrit                       | 1982                | Église Saint-Georges |
| Église Saint-Irénée | 5e arrondissement  |                                                                                    | 45° 45′ 18″ nord, 4° 48′ 50″ est | « PA00117798 » | Classé Inscrit                | 1862 2021           | Église Saint-Irénée |
| Église Saint-Just | 5e arrondissement  | 39, 41 rue des Farges                                                              | 45° 45′ 21″ nord, 4° 49′ 13″ est | « PA00117799 » | Classé                        | 1980                | Église Saint-Just |
| Église Saint-Nizier | 2e arrondissement  |                                                                                    | 45° 45′ 53″ nord, 4° 50′ 01″ est | « PA00117801 » | Classé                        | 1840                | Église Saint-Nizier |
| Église Saint-Paul | 5e arrondissement  | Rue Saint-Paul Place Gerson                                                        | 45° 46′ 01″ nord, 4° 49′ 37″ est | « PA00117802 » | Classé                        | 1996                | Église Saint-Paul |
| Église Saint-Pierre-des-Terreaux | 1er arrondissement | Rue Paul-Chenavard                                                                 | 45° 46′ 08″ nord, 4° 49′ 59″ est | « PA00117803 » | Classé                        | 1921                | Église Saint-Pierre-des-Terreaux |
| Église Saint-Polycarpe | 1er arrondissement | 25 rue René-Leynaud                                                                | 45° 46′ 12″ nord, 4° 50′ 01″ est | « PA00117804 » | Classé                        | 1982                | Église Saint-Polycarpe |
| Église Saint-Pothin | 6e arrondissement  | Place Edgar-Quinet                                                                 | 45° 45′ 58″ nord, 4° 50′ 46″ est | « PA69000037 » | Inscrit                       | 2007                | Église Saint-Pothin |
| Égout romain | 5e arrondissement  | Rue Roger-Radisson 3 place de Fourvière                                            | 45° 45′ 46″ nord, 4° 49′ 17″ est | « PA00117806 » | Classé                        | 1960                | Égout romain |
| Fontaine de la place du Maréchal-Lyautey | 6e arrondissement  | Place du Maréchal-Lyautey                                                          | 45° 46′ 07″ nord, 4° 50′ 31″ est | « PA00117807 » | Inscrit                       | 1975                | Fontaine de la place du Maréchal-Lyautey |
| Fontaine Bartholdi | 1er arrondissement | Place des Terreaux                                                                 | 45° 46′ 04″ nord, 4° 50′ 00″ est | « PA00118120 » | Classé                        | 1995                | Fontaine Bartholdi |
| Fontaine des Jacobins | 2e arrondissement  | Place des Jacobins                                                                 | 45° 45′ 38″ nord, 4° 50′ 01″ est | « PA00118152 » | Inscrit                       | 1992                | Fontaine des Jacobins |
| Fontaine du Taurobole | 5e arrondissement  | Rue des Macchabées                                                                 | 45° 45′ 21″ nord, 4° 49′ 00″ est | « PA00117808 » | Inscrit                       | 1987                | Fontaine du Taurobole |
| Prison Montluc | 3e arrondissement  | 4 rue Jeanne-Hachette                                                              | 45° 45′ 09″ nord, 4° 51′ 48″ est | « PA69000040 » | Inscrit                       | 2009                | Prison Montluc |
| Garage Citroën | 7e arrondissement  | 35 rue de Marseille                                                                | 45° 45′ 04″ nord, 4° 50′ 25″ est | « PA00118153 » | Inscrit                       | 1992                | Garage Citroën |
| Gare des Brotteaux | 6e arrondissement  | Place Jules-Ferry                                                                  | 45° 46′ 02″ nord, 4° 51′ 35″ est | « PA00117809 » | Classé                        | 1982                | Gare des Brotteaux |
| Grand Temple | 3e arrondissement  | 6 cours de la Liberté 3 quai Augagneur                                             | 45° 45′ 43″ nord, 4° 50′ 29″ est | « PA00117811 » | Inscrit Classé                | 1996 2011           | Grand Temple |
| Grande Synagogue | 2e arrondissement  | 13 quai Tilsitt                                                                    | 45° 45′ 26″ nord, 4° 49′ 40″ est | « PA00117987 » | Inscrit                       | 1984                | Grande Synagogue |
| Greniers d'Abondance | 1er arrondissement | 6 quai Saint-Vincent                                                               | 45° 46′ 08″ nord, 4° 48′ 56″ est | « PA00117876 » | Classé                        | 1987 1990 2014      | Greniers d'Abondance |
| Grotte Bérelle (citerne) | 5e arrondissement  | 21 rue des Farges                                                                  | 45° 45′ 23″ nord, 4° 49′ 21″ est |                | Classé                        | 1862                | Grotte Bérelle (citerne) |
| Groupe épiscopal | 5e arrondissement  | Rue de la Bombarde                                                                 | 45° 45′ 41″ nord, 4° 49′ 40″ est | « PA00117812 » | Classé                        | 1986                | Groupe épiscopal |
| Hangar du premier film | 8e arrondissement  | 21 rue du Premier-Film                                                             | 45° 44′ 43″ nord, 4° 52′ 11″ est | « PA00118154 » | Classé                        | 1994                | Hangar du premier film |
| Ancien hôpital Debrousse | 5e arrondissement  | 29 rue Sœur Bouvier                                                                | 45° 44′ 57″ nord, 4° 48′ 40″ est | « PA69000050 » | Inscrit                       | 2013                | Ancien hôpital Debrousse |
| Hôpital Édouard-Herriot | 3e arrondissement  | Place d'Arsonval Rue Trarieux Rue Viala Rue Professeur-Florence                    | 45° 44′ 38″ nord, 4° 52′ 56″ est | « PA00117813 » | Inscrit                       | 1967 1989 2006      | Hôpital Édouard-Herriot |
| Hôpital militaire Villemanzy | 1er arrondissement | Montée Saint-Sébastien                                                             | 45° 46′ 19″ nord, 4° 50′ 10″ est | « PA00117814 » | Inscrit                       | 1954                | Hôpital militaire Villemanzy |
| Hôtel de Bullioud | 5e arrondissement  | 8 rue Juiverie                                                                     | 45° 45′ 56″ nord, 4° 49′ 38″ est | « PA00117911 » | Classé                        | 1920                | Hôtel de Bullioud |
| Hôtel de la Croix-Laval | 2e arrondissement  | 30 rue de la Charité                                                               | 45° 45′ 13″ nord, 4° 49′ 55″ est | « PA00117818 » | Inscrit                       | 1957                | Hôtel de la Croix-Laval |
| Hôtel de Cuzieu | 2e arrondissement  | 30 rue Sainte-Hélène                                                               | 45° 45′ 15″ nord, 4° 49′ 54″ est | « PA00117815 » | Inscrit                       | 1982                | Hôtel de Cuzieu |
| Hôtel de l'Europe | 2e arrondissement  | 1 rue Colonel-Chambonnet 13 place Antonin-Gourju                                   | 45° 45′ 32″ nord, 4° 49′ 49″ est | « PA00135657 » | Classé                        | 1996                | Hôtel de l'Europe |
| Hôtel de Gadagne | 5e arrondissement  | 10, 12, 14 rue Gadagne                                                             | 45° 45′ 51″ nord, 4° 49′ 39″ est | « PA00117816 » | Classé                        | 1920                | Hôtel de Gadagne |
| Hôtel du Gouverneur militaire de Lyon | 6e arrondissement  | 38 rue Maréchal Foch                                                               | 45° 46′ 15″ nord, 4° 50′ 33″ est | « PA69000051 » | Classé                        | 2015                | Hôtel du Gouverneur militaire de Lyon |
| Hôtel de préfecture du Rhône | 3e arrondissement  | 29 cours de la Liberté 106 rue Pierre-Corneille                                    | 45° 45′ 39″ nord, 4° 50′ 36″ est | « PA00117983 » | Inscrit                       | 1981                | Hôtel de préfecture du Rhône |
| Hôtel de Sarron | 2e arrondissement  | 46 rue de la Charité                                                               | 45° 45′ 09″ nord, 4° 49′ 53″ est | « PA00118136 » | Inscrit                       | 1991                | Hôtel de Sarron |
| Hôtel Terminus | 2e arrondissement  | 12 cours de Verdun                                                                 | 45° 44′ 58″ nord, 4° 49′ 29″ est | « PA69000004 » | Classé                        | 1997                | Hôtel Terminus |
| Hôtel de Varey | 2e arrondissement  | 2 rue Auguste-Comte Place Bellecour                                                | 45° 45′ 24″ nord, 4° 49′ 55″ est | « PA00117819 » | Inscrit                       | 1984                | Hôtel de Varey |
| Hôtel de ville | 1er arrondissement | Place des Terreaux                                                                 | 45° 46′ 04″ nord, 4° 50′ 06″ est | « PA00117820 » | Classé                        | 1886                | Hôtel de ville |
| Hôtel-Dieu | 2e arrondissement  | Rue de l'Hôpital                                                                   | 45° 45′ 32″ nord, 4° 50′ 13″ est | « PA00117821 » | Classé                        | 1939 1941 1944 2011 | Hôtel-Dieu |
| Îlot prototype de la Cité des États-Unis | 8e arrondissement  | 62-64 boulevard-des États-Unis ; 1 rue des Serpollières                            | 45° 44′ 02″ nord, 4° 51′ 48″ est | « PA69000083 » | Inscrit                       | 2023                | Image manquante Téléverser |
| Immeuble | 2e arrondissement  | Place Bellecour 4 rue Paul-Lintier                                                 | 45° 45′ 29″ nord, 4° 49′ 46″ est | « PA00117854 » | Inscrit                       | 1941                | Immeuble |
| Immeuble | 2e arrondissement  | Place Bellecour 4 rue Victor-Hugo                                                  | 45° 45′ 24″ nord, 4° 49′ 52″ est | « PA00117846 » | Inscrit                       | 1941                | Immeuble |
| Immeuble | 2e arrondissement  | Place Bellecour 7 rue Antoine-de-Saint-Exupéry (anciennement rue Alphonse-Fochier) | 45° 45′ 27″ nord, 4° 49′ 45″ est | « PA00117853 » | Inscrit                       | 1941                | Immeuble |
| Immeuble | 2e arrondissement  | 2 place Bellecour                                                                  | 45° 45′ 31″ nord, 4° 49′ 52″ est | « PA00117823 » | Inscrit                       | 1941                | Immeuble |
| Immeuble | 2e arrondissement  | 3 place Bellecour                                                                  | 45° 45′ 32″ nord, 4° 49′ 52″ est | « PA00117824 » | Inscrit                       | 1941                | Immeuble |
| Immeuble | 2e arrondissement  | 4 place Bellecour                                                                  | 45° 45′ 31″ nord, 4° 49′ 54″ est | « PA00117825 » | Inscrit                       | 1941                | Immeuble |
| Immeuble | 2e arrondissement  | 5 place Bellecour                                                                  | 45° 45′ 31″ nord, 4° 49′ 55″ est | « PA00117826 » | Inscrit                       | 1941                | Immeuble |
| Immeuble | 2e arrondissement  | 6 place Bellecour                                                                  | 45° 45′ 30″ nord, 4° 49′ 56″ est | « PA00117827 » | Inscrit                       | 1941                | Immeuble |
| Immeuble | 2e arrondissement  | 7 place Bellecour                                                                  | 45° 45′ 30″ nord, 4° 49′ 56″ est | « PA00117828 » | Inscrit                       | 1941                | Immeuble |
| Immeuble | 2e arrondissement  | 8 place Bellecour 17 rue Émile-Zola                                                | 45° 45′ 30″ nord, 4° 49′ 59″ est | « PA00117829 » | Inscrit                       | 1941                | Immeuble |
| Immeuble | 2e arrondissement  | 9 place Bellecour 20 rue Gasparin                                                  | 45° 45′ 31″ nord, 4° 49′ 56″ est | « PA00117830 » | Inscrit                       | 1941                | Immeuble |
| Immeuble | 2e arrondissement  | 17 place Bellecour                                                                 | 45° 45′ 28″ nord, 4° 50′ 02″ est | « PA00117836 » | Inscrit                       | 1941                | Immeuble |
| Immeuble | 2e arrondissement  | 18 place Bellecour                                                                 | 45° 45′ 28″ nord, 4° 50′ 02″ est | « PA00117837 » | Inscrit                       | 1941                | Immeuble |
| Immeuble | 2e arrondissement  | 19 place Bellecour 1, place Antonin-Poncet                                         | 45° 45′ 25″ nord, 4° 50′ 02″ est | « PA00117838 » | Inscrit                       | 1941                | Immeuble |
| Immeuble | 2e arrondissement  | 20 place Bellecour                                                                 | 45° 45′ 24″ nord, 4° 49′ 59″ est | « PA00117839 » | Inscrit                       | 1941                | Immeuble |
| Immeuble | 2e arrondissement  | 21 place Bellecour                                                                 | 45° 45′ 26″ nord, 4° 50′ 00″ est | « PA00117840 » | Inscrit                       | 1941                | Immeuble |
| Immeuble | 2e arrondissement  | 22 place Bellecour                                                                 | 45° 45′ 25″ nord, 4° 49′ 57″ est | « PA00117841 » | Inscrit                       | 1941                | Immeuble |
| Immeuble | 2e arrondissement  | 23 place Bellecour                                                                 | 45° 45′ 26″ nord, 4° 49′ 56″ est | « PA00117842 » | Inscrit                       | 1941                | Immeuble |
| Immeuble | 2e arrondissement  | 24 place Bellecour                                                                 | 45° 45′ 26″ nord, 4° 49′ 56″ est | « PA00117843 » | Inscrit                       | 1941                | Immeuble |
| Immeuble | 2e arrondissement  | 24bis place Bellecour                                                              | 45° 45′ 25″ nord, 4° 49′ 56″ est | « PA00117844 » | Inscrit                       | 1941                | Immeuble |
| Immeuble | 2e arrondissement  | 25 place Bellecour                                                                 | 45° 45′ 25″ nord, 4° 49′ 53″ est | « PA00117845 » | Inscrit                       | 1941                | Immeuble |
| Immeuble | 2e arrondissement  | 26 place Bellecour                                                                 | 45° 45′ 26″ nord, 4° 49′ 54″ est | « PA00117847 » | Inscrit                       | 1941                | Immeuble |
| Immeuble | 2e arrondissement  | 27 place Bellecour                                                                 | 45° 45′ 26″ nord, 4° 49′ 51″ est | « PA00117848 » | Inscrit                       | 1941                | Immeuble |
| Immeuble | 2e arrondissement  | 28 place Bellecour                                                                 | 45° 45′ 26″ nord, 4° 49′ 50″ est | « PA00117849 » | Inscrit                       | 1941                | Immeuble |
| Immeuble | 2e arrondissement  | 30 place Bellecour                                                                 | 45° 45′ 28″ nord, 4° 49′ 50″ est | « PA00117850 » | Inscrit                       | 1941                | Immeuble |
| Immeuble | 2e arrondissement  | 30bis place Bellecour                                                              | 45° 45′ 26″ nord, 4° 49′ 49″ est | « PA00117851 » | Inscrit                       | 1941                | Image manquante Téléverser |
| Immeuble | 2e arrondissement  | 31 place Bellecour                                                                 | 45° 45′ 27″ nord, 4° 49′ 47″ est | « PA00117852 » | Inscrit                       | 1941                | Immeuble |
| Immeuble | 2e arrondissement  | 33 place Bellecour 3 rue Paul-Lintier                                              | 45° 45′ 29″ nord, 4° 49′ 48″ est | « PA00117855 » | Inscrit                       | 1941                | Immeuble |
| Immeuble | 2e arrondissement  | 34 place Bellecour                                                                 | 45° 45′ 30″ nord, 4° 49′ 49″ est | « PA00117856 » | Inscrit                       | 1941                | Immeuble |
| Immeuble | 2e arrondissement  | 35 place Bellecour                                                                 | 45° 45′ 31″ nord, 4° 49′ 50″ est | « PA00117857 » | Inscrit                       | 1941                | Immeuble |
| Immeuble | 2e arrondissement  | 36 place Bellecour                                                                 | 45° 45′ 31″ nord, 4° 49′ 50″ est | « PA00117858 » | Inscrit                       | 1941                | Immeuble |
| Immeuble | 2e arrondissement  | 37 place Bellecour                                                                 | 45° 45′ 32″ nord, 4° 49′ 50″ est | « PA00117859 » | Inscrit                       | 1941                | Immeuble |
| Immeuble | 2e arrondissement  | 1 place Bellecour                                                                  | 45° 45′ 32″ nord, 4° 49′ 52″ est | « PA00117822 » | Inscrit                       | 1941                | Immeuble |
| Immeuble | 2e arrondissement  | 10 place Bellecour 29 rue Gasparin                                                 | 45° 45′ 32″ nord, 4° 49′ 52″ est | « PA00117831 » | Inscrit                       | 1941                | Immeuble |
| Immeuble | 2e arrondissement  | 11 place Bellecour                                                                 | 45° 45′ 29″ nord, 4° 50′ 01″ est | « PA00117832 » | Inscrit                       | 1941                | Immeuble |
| Immeuble | 2e arrondissement  | 12 place Bellecour 106 rue Président-Édouard-Herriot                               | 45° 45′ 29″ nord, 4° 50′ 01″ est | « PA00117833 » | Inscrit                       | 1941                | Immeuble |
| Immeuble | 2e arrondissement  | 15 place Bellecour 2 rue de la Barre                                               | 45° 45′ 28″ nord, 4° 50′ 01″ est | « PA00117834 » | Inscrit                       | 1941                | Immeuble |
| Immeuble | 2e arrondissement  | 16 place Bellecour                                                                 | 45° 45′ 28″ nord, 4° 50′ 03″ est | « PA00117835 » | Inscrit                       | 1941                | Immeuble |
| Immeuble | 2e arrondissement  | 3 rue du Colonel Chambonnet Place Bellecour                                        | 45° 45′ 32″ nord, 4° 49′ 51″ est | « PA00117860 » | Inscrit                       | 1941                | Immeuble |
| Immeuble | 2e arrondissement  | 3 rue Boissac                                                                      | 45° 45′ 24″ nord, 4° 49′ 50″ est | « PA00117861 » | Inscrit                       | 1941                | Immeuble |
| Immeuble | 2e arrondissement  | 8 rue Boissac                                                                      | 45° 45′ 21″ nord, 4° 49′ 48″ est | « PA00117862 » | Classé                        | 1965                | Immeuble |
| Immeuble | 5e arrondissement  | 3 place du Change                                                                  | 45° 45′ 52″ nord, 4° 49′ 41″ est | « PA00117863 » | Inscrit                       | 1938                | Immeuble |
| Immeuble | 1er arrondissement | 8 Grande rue des Feuillants                                                        | 45° 46′ 12″ nord, 4° 50′ 14″ est | « PA00118121 » | Inscrit                       | 1990                | Immeuble |
| Immeuble | 5e arrondissement  | 5 place du Gouvernement Rue Saint-Jean                                             | 45° 45′ 50″ nord, 4° 49′ 42″ est | « PA00118108 » | Inscrit                       | 1990                | Immeuble |
| Immeuble | 5e arrondissement  | 16 rue Juiverie                                                                    | 45° 45′ 54″ nord, 4° 49′ 38″ est | « PA00118126 » | Classé                        | 1992                | Immeuble |
| Immeuble | 5e arrondissement  | 10 rue Juiverie                                                                    | 45° 45′ 55″ nord, 4° 49′ 38″ est | « PA00117864 » | Inscrit                       | 1954                | Immeuble |
| Immeuble | 5e arrondissement  | 10 rue Lainerie                                                                    | 45° 45′ 54″ nord, 4° 49′ 41″ est | « PA00132824 » | Classé                        | 1996                | Immeuble |
| Immeuble | 1er arrondissement | 3 quai André-Lassagne 2 rue de Provence 5 rue Royale                               | 45° 46′ 21″ nord, 4° 50′ 17″ est | « PA00118122 » | Inscrit                       | 1990                | Immeuble |
| Immeuble | 1er arrondissement | 9 quai André-Lassagne 17 rue Royale                                                | 45° 46′ 16″ nord, 4° 50′ 16″ est | « PA00118123 » | Inscrit                       | 1990                | Immeuble |
| Immeuble | 1er arrondissement | 13 quai André-Lassagne 25, 27 rue Royale 1 rue Roger-Violi                         | 45° 46′ 13″ nord, 4° 50′ 16″ est | « PA00118124 » | Inscrit                       | 1990                | Immeuble |
| Immeuble | 2e arrondissement  | Place Le Viste 1 rue de la Barre                                                   | 45° 45′ 28″ nord, 4° 50′ 04″ est | « PA00117868 » | Inscrit                       | 1941                | Immeuble |
| Immeuble | 2e arrondissement  | Place Le Viste 105 rue Président-Édouard-Herriot                                   | 45° 45′ 30″ nord, 4° 50′ 02″ est | « PA00117865 » | Inscrit                       | 1941                | Immeuble |
| Immeuble | 2e arrondissement  | Place Le Viste 68 rue de la République                                             | 45° 45′ 29″ nord, 4° 50′ 03″ est | « PA00117866 » | Inscrit                       | 1941                | Immeuble |
| Immeuble | 2e arrondissement  | 4 Place Le Viste                                                                   | 45° 45′ 30″ nord, 4° 50′ 04″ est | « PA00117867 » | Inscrit                       | 1941                | Immeuble |
| Immeuble | 5e arrondissement  | 17ter, 19ter rue des Macchabées                                                    | 45° 45′ 21″ nord, 4° 48′ 59″ est | « PA00117869 » | Inscrit                       | 1965                | Immeuble |
| Immeuble | 2e arrondissement  | 8 rue du Plat 4 quai Tilsitt                                                       | 45° 45′ 31″ nord, 4° 49′ 46″ est | « PA69000029 » | Inscrit                       | 2006                | Immeuble |
| Immeuble | 2e arrondissement  | 10 rue du Plat 5 quai Tilsitt                                                      | 45° 45′ 29″ nord, 4° 49′ 44″ est | « PA69000030 » | Inscrit                       | 2006                | Immeuble |
| Immeuble | 2e arrondissement  | 13 rue de la Poulaillerie                                                          | 45° 45′ 51″ nord, 4° 50′ 04″ est | « PA00117870 » | Classé                        | 1964                | Immeuble |
| Immeuble | 1er arrondissement | 15 quai André-Lassagne 31 rue Royale                                               | 45° 46′ 12″ nord, 4° 50′ 17″ est | « PA00118125 » | Classé                        | 1990 1994           | Immeuble |
| Immeuble | 2e arrondissement  | 27 quai Saint-Antoine 58 rue Mercière                                              | 45° 45′ 45″ nord, 4° 49′ 54″ est | « PA00117871 » | Classé                        | 1983                | Immeuble |
| Immeuble (Maison Henri IV) | 5e arrondissement  | 1 montée Saint-Barthélémy                                                          | 45° 45′ 57″ nord, 4° 49′ 37″ est | « PA00117872 » | Inscrit                       | 1936                | Immeuble (Maison Henri IV) |
| Immeuble Cateland, dit le « Gratte-ciel de Lyon » | 9e arrondissement  | 2 rue de Saint-Cyr 24 quai Jaÿr                                                    | 45° 46′ 39″ nord, 4° 48′ 27″ est | « PA00118140 » | Inscrit                       | 1991                | Immeuble Cateland, dit le « Gratte-ciel de Lyon » |
| Immeubles | 5e arrondissement  | 3 à 8 place Saint-Jean                                                             | 45° 45′ 40″ nord, 4° 49′ 34″ est | « PA00117873 » | Inscrit                       | 1938                | Immeubles |
| Immeuble | 2e arrondissement  | 25 rue Sala                                                                        | 45° 45′ 21″ nord, 4° 49′ 46″ est | « PA00117875 » | Inscrit                       | 1983                | Immeuble |
| Immeuble | 1er arrondissement | 4 rue de Thou                                                                      | 45° 46′ 12″ nord, 4° 50′ 13″ est | « PA00117877 » | Inscrit                       | 1981                | Immeuble |
| Immeuble | 1er arrondissement | 19 place Tolozan                                                                   | 45° 46′ 10″ nord, 4° 50′ 15″ est | « PA00117878 » | Inscrit                       | 1954                | Immeuble |
| Immeuble | 2e arrondissement  | 3 rue Victor-Hugo                                                                  | 45° 45′ 23″ nord, 4° 49′ 53″ est | « PA00117879 » | Inscrit                       | 1941                | Immeuble |
| Immeuble le Chatelard | 9e arrondissement  | Île Barbe                                                                          | 45° 47′ 53″ nord, 4° 50′ 05″ est | « PA00118141 » | Classé                        | 1991 1993           | Immeuble le Chatelard |
| Jardin Rosa Mir | 4e arrondissement  | 83 grande-rue de la Croix Rousse                                                   | 45° 46′ 50″ nord, 4° 49′ 55″ est | « PA00117880 » | Classé                        | 1987                | Jardin Rosa Mir |
| Logis de l'abbé d'Ainay | 2e arrondissement  | 15 rue Vaubecour                                                                   | 45° 45′ 16″ nord, 4° 49′ 36″ est | « PA00117881 » | Inscrit                       | 1954                | Logis de l'abbé d'Ainay |
| Maison | 5e arrondissement  | 1 place de la Baleine                                                              | 45° 45′ 48″ nord, 4° 49′ 41″ est | « PA00117882 » | Inscrit                       | 1937                | Maison |
| Maison | 5e arrondissement  | 3 rue de la Baleine                                                                | 45° 45′ 48″ nord, 4° 49′ 43″ est | « PA00117884 » | Inscrit                       | 1937                | Maison |
| Maison | 5e arrondissement  | 1 rue de la Baleine                                                                | 45° 45′ 48″ nord, 4° 49′ 43″ est | « PA00117883 » | Inscrit                       | 1937                | Maison |
| Maison | 5e arrondissement  | 5 rue du Bœuf                                                                      | 45° 45′ 46″ nord, 4° 49′ 38″ est | « PA00117885 » | Inscrit                       | 1937                | Maison |
| Maison | 5e arrondissement  | 19 rue du Bœuf                                                                     | 45° 45′ 46″ nord, 4° 49′ 37″ est | « PA00117887 » | Inscrit                       | 1937                | Maison |
| Maison | 5e arrondissement  | 21 rue du Bœuf                                                                     | 45° 45′ 45″ nord, 4° 49′ 36″ est | « PA00117888 » | Inscrit                       | 1937                | Maison |
| Maison | 5e arrondissement  | 23 rue du Bœuf                                                                     | 45° 45′ 44″ nord, 4° 49′ 35″ est | « PA00117889 » | Inscrit                       | 1937                | Maison |
| Maison | 5e arrondissement  | 25 rue du Bœuf                                                                     | 45° 45′ 44″ nord, 4° 49′ 35″ est | « PA00117890 » | Inscrit                       | 1937                | Maison |
| Maison | 5e arrondissement  | 29 rue du Bœuf                                                                     | 45° 45′ 44″ nord, 4° 49′ 36″ est | « PA00117891 » | Inscrit                       | 1937                | Maison |
| Maison | 5e arrondissement  | 31 rue du Bœuf                                                                     | 45° 45′ 44″ nord, 4° 49′ 35″ est | « PA00117892 » | Inscrit                       | 1937                | Maison |
| Maison du Crible, dite Tour Rose | 5e arrondissement  | 16 rue du Bœuf                                                                     | 45° 45′ 47″ nord, 4° 49′ 38″ est | « PA00117886 » | Inscrit                       | 1937                | Maison du Crible, dite Tour Rose |
| Maison | 5e arrondissement  | 2 rue de la Bombarde                                                               | 45° 45′ 42″ nord, 4° 49′ 42″ est | « PA00117893 » | Inscrit                       | 1937                | Maison |
| Maison | 5e arrondissement  | 4 rue de la Bombarde                                                               | 45° 45′ 42″ nord, 4° 49′ 40″ est | « PA00117894 » | Inscrit                       | 1937                | Maison |
| Maison | 5e arrondissement  | 8 rue de la Bombarde                                                               | 45° 45′ 43″ nord, 4° 49′ 37″ est | « PA00117895 » | Inscrit                       | 1937                | Maison |
| Maison | 5e arrondissement  | 9 rue de la Bombarde                                                               | 45° 45′ 41″ nord, 4° 49′ 37″ est | « PA00117896 » | Inscrit                       | 1937                | Maison |
| Maison | 5e arrondissement  | 10 rue de la Bombarde                                                              | 45° 45′ 43″ nord, 4° 49′ 36″ est | « PA00117897 » | Inscrit                       | 1937                | Maison |
| Maison | 5e arrondissement  | 11 rue de la Bombarde                                                              | 45° 45′ 42″ nord, 4° 49′ 37″ est | « PA00117898 » | Inscrit                       | 1937                | Maison |
| Maison | 5e arrondissement  | 14 rue de la Bombarde                                                              | 45° 45′ 43″ nord, 4° 49′ 36″ est | « PA00117899 » | Inscrit                       | 1937                | Maison |
| Maison | 5e arrondissement  | 26 quai de Bondy                                                                   | 45° 45′ 55″ nord, 4° 49′ 44″ est | « PA00117900 » | Inscrit                       | 1954                | Maison |
| Maison | 2e arrondissement  | 28 rue Confort                                                                     | 45° 45′ 35″ nord, 4° 50′ 06″ est | « PA00117902 » | Inscrit                       | 1927                | Maison |
| Maison | 5e arrondissement  | 2 rue de la Fronde                                                                 | 45° 45′ 50″ nord, 4° 49′ 41″ est | « PA00117903 » | Inscrit                       | 1937                | Maison |
| Maison | 5e arrondissement  | 4 rue de la Fronde                                                                 | 45° 45′ 50″ nord, 4° 49′ 41″ est | « PA00117904 » | Inscrit                       | 1937                | Maison |
| Maison | 5e arrondissement  | 6 rue de la Fronde                                                                 | 45° 45′ 50″ nord, 4° 49′ 40″ est | « PA00117905 » | Inscrit                       | 1937                | Maison |
| Maison | 5e arrondissement  | 5 rue de Gadagne                                                                   | 45° 45′ 51″ nord, 4° 49′ 40″ est | « PA00117906 » | Inscrit                       | 1937                | Maison |
| Maison | 5e arrondissement  | 6 rue de Gadagne                                                                   | 45° 45′ 52″ nord, 4° 49′ 39″ est | « PA00117907 » | Inscrit                       | 1937                | Maison |
| Maison | 5e arrondissement  | 7 rue de Gadagne                                                                   | 45° 45′ 51″ nord, 4° 49′ 40″ est | « PA00117908 » | Inscrit                       | 1937                | Maison |
| Maison | 5e arrondissement  | 2 place du Gouvernement                                                            | 45° 45′ 50″ nord, 4° 49′ 42″ est | « PA00117910 » | Inscrit                       | 1937                | Maison |
| Maison | 5e arrondissement  | 1 place du Gouvernement                                                            | 45° 45′ 50″ nord, 4° 49′ 42″ est | « PA00117909 » | Inscrit                       | 1937                | Maison |
| Maison | 5e arrondissement  | 21 rue Juiverie                                                                    | 45° 45′ 54″ nord, 4° 49′ 39″ est | « PA00117912 » | Inscrit                       | 1978                | Maison |
| Maison | 5e arrondissement  | 14 rue Lainerie                                                                    | 45° 45′ 54″ nord, 4° 49′ 41″ est | « PA00117914 » | Inscrit                       | 1927                | Maison |
| Maison | 5e arrondissement  | 2 rue Mandelot                                                                     | 45° 45′ 40″ nord, 4° 49′ 39″ est | « PA00117915 » | Inscrit                       | 1937                | Maison |
| Maison | 5e arrondissement  | 6 rue Mandelot                                                                     | 45° 45′ 40″ nord, 4° 49′ 39″ est | « PA00117916 » | Inscrit                       | 1937                | Maison |
| Maison | 2e arrondissement  | 68 rue Mercière                                                                    | 45° 45′ 43″ nord, 4° 49′ 58″ est | « PA00117917 » | Inscrit                       | 1981                | Maison |
| Maison | 5e arrondissement  | 2 place Neuve-Saint-Jean                                                           | 45° 45′ 46″ nord, 4° 49′ 39″ est | « PA00117919 » | Inscrit                       | 1937                | Maison |
| Maison | 5e arrondissement  | 3 place Neuve-Saint-Jean                                                           | 45° 45′ 46″ nord, 4° 49′ 38″ est | « PA00117920 » | Inscrit                       | 1937                | Maison |
| Maison | 5e arrondissement  | 1 place Neuve-Saint-Jean                                                           | 45° 45′ 45″ nord, 4° 49′ 39″ est | « PA00117918 » | Inscrit                       | 1937                | Maison |
| Maison | 5e arrondissement  | 110 quai Pierre-Scize                                                              | 45° 46′ 02″ nord, 4° 49′ 36″ est | « PA00117922 » | Inscrit                       | 1954                | Maison |
| Maison | 5e arrondissement  | 4 quai Romain-Rolland                                                              | 45° 45′ 51″ nord, 4° 49′ 45″ est | « PA00117923 » | Inscrit                       | 1937                | Maison |
| Maison | 5e arrondissement  | 10, 12 rue Saint-Georges                                                           | 45° 45′ 32″ nord, 4° 49′ 31″ est | « PA00117926 » | Inscrit                       | 1986                | Maison |
| Maison | 5e arrondissement  | 1 rue Saint-Jean                                                                   | 45° 45′ 51″ nord, 4° 49′ 42″ est | « PA00117927 » | Inscrit                       | 1937                | Maison |
| Maison | 5e arrondissement  | 2 rue Saint-Jean                                                                   | 45° 45′ 51″ nord, 4° 49′ 41″ est | « PA00117928 » | Inscrit                       | 1937                | Maison |
| Maison | 5e arrondissement  | 3 rue Saint-Jean                                                                   | 45° 45′ 52″ nord, 4° 49′ 42″ est | « PA00117929 » | Inscrit                       | 1937                | Maison |
| Maison | 5e arrondissement  | 4 rue Saint-Jean                                                                   | 45° 45′ 51″ nord, 4° 49′ 41″ est | « PA00117930 » | Inscrit                       | 1937                | Maison |
| Maison | 5e arrondissement  | 5 rue Saint-Jean                                                                   | 45° 45′ 51″ nord, 4° 49′ 42″ est | « PA00117931 » | Inscrit                       | 1937                | Maison |
| Maison | 5e arrondissement  | 6 rue Saint-Jean                                                                   | 45° 45′ 50″ nord, 4° 49′ 41″ est | « PA00117932 » | Inscrit                       | 1937                | Maison |
| Maison | 5e arrondissement  | 7 rue Saint-Jean                                                                   | 45° 45′ 50″ nord, 4° 49′ 42″ est | « PA00117933 » | Inscrit                       | 1927                | Maison |
| Maison | 5e arrondissement  | 8 rue Saint-Jean                                                                   | 45° 45′ 49″ nord, 4° 49′ 41″ est | « PA00117934 » | Inscrit                       | 1937                | Maison |
| Maison | 5e arrondissement  | 9 rue Saint-Jean                                                                   | 45° 45′ 50″ nord, 4° 49′ 42″ est | « PA00117935 » | Inscrit                       | 1927                | Maison |
| Maison | 5e arrondissement  | 11 rue Saint-Jean 9 quai Romain-Rolland                                            | 45° 45′ 50″ nord, 4° 49′ 42″ est | « PA00117936 » | Inscrit                       | 1927 1998           | Maison |
| Maison | 5e arrondissement  | 13 rue Saint-Jean                                                                  | 45° 45′ 49″ nord, 4° 49′ 42″ est | « PA00117937 » | Inscrit                       | 1937                | Maison |
| Maison | 5e arrondissement  | 15 rue Saint-Jean                                                                  | 45° 45′ 48″ nord, 4° 49′ 42″ est | « PA00117938 » | Inscrit                       | 1937                | Maison |
| Maison | 5e arrondissement  | 16 rue Saint-Jean                                                                  | 45° 45′ 49″ nord, 4° 49′ 41″ est | « PA00117939 » | Inscrit                       | 1937                | Maison |
| Maison | 5e arrondissement  | 18 rue Saint-Jean                                                                  | 45° 45′ 49″ nord, 4° 49′ 41″ est | « PA00117940 » | Inscrit                       | 1937                | Maison |
| Maison | 5e arrondissement  | 20 rue Saint-Jean                                                                  | 45° 45′ 49″ nord, 4° 49′ 41″ est | « PA00117941 » | Inscrit                       | 1937                | Maison |
| Maison | 5e arrondissement  | 24 rue Saint-Jean                                                                  | 45° 45′ 47″ nord, 4° 49′ 40″ est | « PA00117942 » | Inscrit                       | 1937                | Maison |
| Maison | 5e arrondissement  | 26 rue Saint-Jean                                                                  | 45° 45′ 46″ nord, 4° 49′ 40″ est | « PA00117943 » | Inscrit                       | 1937                | Maison |
| Maison | 5e arrondissement  | 27 rue Saint-Jean                                                                  | 45° 45′ 46″ nord, 4° 49′ 40″ est | « PA00117944 » | Inscrit                       | 1937                | Maison |
| Maison | 5e arrondissement  | 28 rue Saint-Jean                                                                  | 45° 45′ 46″ nord, 4° 49′ 40″ est | « PA00117945 » | Inscrit                       | 1937                | Maison |
| Maison | 5e arrondissement  | 29 rue Saint-Jean                                                                  | 45° 45′ 45″ nord, 4° 49′ 40″ est | « PA00117946 » | Inscrit                       | 1937                | Maison |
| Maison | 5e arrondissement  | 30 rue Saint-Jean                                                                  | 45° 45′ 46″ nord, 4° 49′ 39″ est | « PA00117947 » | Inscrit                       | 1937                | Maison |
| Maison | 5e arrondissement  | 31 rue Saint-Jean                                                                  | 45° 45′ 45″ nord, 4° 49′ 40″ est | « PA00117948 » | Inscrit                       | 1937                | Maison |
| Maison | 5e arrondissement  | 32 rue Saint-Jean                                                                  | 45° 45′ 45″ nord, 4° 49′ 39″ est | « PA00117949 » | Inscrit                       | 1937                | Maison |
| Maison | 5e arrondissement  | 33 rue Saint-Jean                                                                  | 45° 45′ 45″ nord, 4° 49′ 40″ est | « PA00117950 » | Inscrit                       | 1937                | Maison |
| Maison | 5e arrondissement  | 34 rue Saint-Jean                                                                  | 45° 45′ 46″ nord, 4° 49′ 40″ est | « PA00117951 » | Inscrit                       | 1937                | Maison |
| Maison | 5e arrondissement  | 36 rue Saint-Jean                                                                  | 45° 45′ 46″ nord, 4° 49′ 40″ est | « PA00117952 » | Inscrit                       | 1937                | Maison |
| Maison du Chamarier | 5e arrondissement  | 37 rue Saint-Jean                                                                  | 45° 45′ 42″ nord, 4° 49′ 38″ est | « PA00117817 » | Classé                        | 1943                | Maison du Chamarier |
| Maison | 5e arrondissement  | 39 rue Saint-Jean                                                                  | 45° 45′ 45″ nord, 4° 49′ 40″ est | « PA00117953 » | Inscrit                       | 1937                | Maison |
| Maison | 5e arrondissement  | 40 rue Saint-Jean                                                                  | 45° 45′ 45″ nord, 4° 49′ 39″ est | « PA00117954 » | Inscrit                       | 1937                | Maison |
| Maison | 5e arrondissement  | 41 rue Saint-Jean                                                                  | 45° 45′ 40″ nord, 4° 49′ 38″ est | « PA00117955 » | Inscrit                       | 1937                | Maison |
| Maison | 5e arrondissement  | 42 rue Saint-Jean                                                                  | 45° 45′ 45″ nord, 4° 49′ 39″ est | « PA00117956 » | Inscrit                       | 1937                | Maison |
| Maison | 5e arrondissement  | 44 rue Saint-Jean                                                                  | 45° 45′ 45″ nord, 4° 49′ 39″ est | « PA00117957 » | Inscrit                       | 1937                | Maison |
| Maison | 5e arrondissement  | 46 rue Saint-Jean                                                                  | 45° 45′ 44″ nord, 4° 49′ 39″ est | « PA00117958 » | Inscrit                       | 1937                | Maison |
| Maison | 5e arrondissement  | 48 rue Saint-Jean                                                                  | 45° 45′ 44″ nord, 4° 49′ 39″ est | « PA00117959 » | Inscrit                       | 1937                | Maison |
| Maison | 5e arrondissement  | 50 rue Saint-Jean                                                                  | 45° 45′ 44″ nord, 4° 49′ 39″ est | « PA00117960 » | Inscrit                       | 1937                | Maison |
| Maison | 5e arrondissement  | 52 rue Saint-Jean                                                                  | 45° 45′ 44″ nord, 4° 49′ 38″ est | « PA00117961 » | Inscrit                       | 1937                | Maison |
| Maison | 5e arrondissement  | 60 rue Saint-Jean                                                                  | 45° 45′ 43″ nord, 4° 49′ 38″ est | « PA00117962 » | Inscrit                       | 1937                | Maison |
| Maison | 5e arrondissement  | 62 rue Saint-Jean                                                                  | 45° 45′ 42″ nord, 4° 49′ 38″ est | « PA00117963 » | Inscrit                       | 1937                | Maison |
| Maison | 5e arrondissement  | 64 rue Saint-Jean                                                                  | 45° 45′ 42″ nord, 4° 49′ 38″ est | « PA00117964 » | Inscrit                       | 1937                | Maison |
| Maison | 5e arrondissement  | 66 rue Saint-Jean                                                                  | 45° 45′ 42″ nord, 4° 49′ 38″ est | « PA00117965 » | Inscrit                       | 1937                | Maison |
| Immeuble | 5e arrondissement  | 70 rue Saint-Jean                                                                  | 45° 45′ 41″ nord, 4° 49′ 37″ est | « PA00117874 » | Inscrit                       | 1937                | Immeuble |
| Maison | 5e arrondissement  | 3 rue Soufflot                                                                     | 45° 45′ 52″ nord, 4° 49′ 40″ est | « PA00117967 » | Inscrit                       | 1937                | Maison |
| Maison | 5e arrondissement  | 1 rue Soufflot                                                                     | 45° 45′ 52″ nord, 4° 49′ 40″ est | « PA00117966 » | Inscrit                       | 1937                | Maison |
| Maison | 5e arrondissement  | 3 rue des Trois-Maries                                                             | 45° 45′ 48″ nord, 4° 49′ 43″ est | « PA00117969 » | Inscrit                       | 1937                | Maison |
| Maison | 5e arrondissement  | 7 rue des Trois-Maries                                                             | 45° 45′ 47″ nord, 4° 49′ 43″ est | « PA00117970 » | Inscrit                       | 1937                | Maison |
| Maison | 5e arrondissement  | 9 rue des Trois-Maries                                                             | 45° 45′ 46″ nord, 4° 49′ 42″ est | « PA00117971 » | Inscrit                       | 1937                | Maison |
| Maison | 5e arrondissement  | 17 rue des Trois-Maries                                                            | 45° 45′ 45″ nord, 4° 49′ 42″ est | « PA00117972 » | Inscrit                       | 1937                | Maison |
| Maison | 5e arrondissement  | 19 rue des Trois-Maries                                                            | 45° 45′ 45″ nord, 4° 49′ 42″ est | « PA00117973 » | Inscrit                       | 1937                | Maison |
| Maison | 5e arrondissement  | 21 rue des Trois-Maries                                                            | 45° 45′ 44″ nord, 4° 49′ 42″ est | « PA00117974 » | Inscrit                       | 1937                | Maison |
| Maison | 5e arrondissement  | 1 rue des Trois-Maries                                                             | 45° 45′ 48″ nord, 4° 49′ 43″ est | « PA00117968 » | Inscrit                       | 1937                | Maison |
| Maison de la Bréda (dite Maison Pauline Jaricot) | 5e arrondissement  | 42 montée Saint-Barthélémy                                                         | 45° 45′ 45″ nord, 4° 49′ 27″ est | « PA69000019 » | Inscrit                       | 2004                | Maison de la Bréda (dite Maison Pauline Jaricot) |
| Maison des Gondi | 5e arrondissement  | 15, 17 montée Saint-Barthélémy                                                     | 45° 45′ 51″ nord, 4° 49′ 35″ est | « PA00117924 » | Inscrit                       | 1926                | Maison des Gondi |
| Maison Dugas | 5e arrondissement  | 23 rue Juiverie                                                                    | 45° 45′ 53″ nord, 4° 49′ 38″ est | « PA00117913 » | Inscrit                       | 1952                | Maison Dugas |
| Maison de la Providence | 5e arrondissement  | 27 montée Saint-Barthélémy                                                         | 45° 45′ 46″ nord, 4° 49′ 32″ est | « PA00117925 » | Inscrit                       | 1986                | Maison de la Providence |
| Maison Thomassin | 5e arrondissement  | 2 place du Change 3 quai Romain-Rolland                                            | 45° 45′ 52″ nord, 4° 49′ 42″ est | « PA00117901 » | Inscrit Classé Inscrit Classé | 1927 1941 1990 1992 | Maison Thomassin |
| Maison La Prévôté | 9e arrondissement  | 3 chemin du Bas-Port                                                               | 45° 47′ 52″ nord, 4° 50′ 01″ est | « PA69000059 » | Inscrit                       | 29 octobre 2018     | Maison La Prévôté |
| Manécanterie | 5e arrondissement  | 10 place Saint-Jean                                                                | 45° 45′ 38″ nord, 4° 49′ 37″ est | « PA00117975 » | Classé                        | 1862                | Manécanterie |
| Marché aux bestiaux des abattoirs de la Mouche (Halle Tony Garnier) | 7e arrondissement  | 236 rue Marcel-Mérieux                                                             | 45° 43′ 48″ nord, 4° 49′ 30″ est | « PA00117810 » | Inscrit                       | 1975                | Marché aux bestiaux des abattoirs de la Mouche (Halle Tony Garnier) |
| Monument à la gloire du service de santé militaire de Grange Blanche | 8e arrondissement  |                                                                                    | 45° 44′ 34″ nord, 4° 52′ 40″ est | « PA69000067 » | Inscrit                       | 2019                | Monument à la gloire du service de santé militaire de Grange Blanche |
| Monument aux morts italiens de Lyon | 8e arrondissement  |                                                                                    | 45° 44′ 21″ nord, 4° 51′ 15″ est | « PA69000068 » | Classé                        | 2021                | Monument aux morts italiens de Lyon |
| Mur Cléberg | 5e arrondissement  | Rue Cléberg Montée de Fourvière                                                    | 45° 45′ 38″ nord, 4° 49′ 18″ est | « PA00117976 » | Classé                        | 1963                | Mur Cléberg |
| Mur gallo-romain | 5e arrondissement  | 4 Rue Cléberg                                                                      | 45° 45′ 37″ nord, 4° 49′ 20″ est | « PA00117977 » | Classé                        | 1975                | Mur gallo-romain |
| Palais archiépiscopal (Palais St Jean) | 5e arrondissement  | Avenue Adolphe-Max                                                                 | 45° 45′ 37″ nord, 4° 49′ 39″ est | « PA00117978 » | Inscrit                       | 1952                | Palais archiépiscopal (Palais St Jean) |
| Palais de la Bourse | 2e arrondissement  | Place des Cordeliers Place de la Bourse 20 rue de la Bourse Rue de la République   | 45° 45′ 50″ nord, 4° 50′ 11″ est | « PA00117979 » | Classé                        | 1994                | Palais de la Bourse |
| Palais de justice | 5e arrondissement  | 1 rue du Palais-de-Justice Rue Saint-Jean Rue de la Bombarde Place Paul-Duquaire   | 45° 45′ 43″ nord, 4° 49′ 41″ est | « PA00117980 » | Classé                        | 1996                | Palais de justice |
| Palais Saint-Pierre (actuel musée des beaux-arts) | 1er arrondissement | Place des Terreaux                                                                 | 45° 46′ 01″ nord, 4° 50′ 01″ est | « PA00117981 » | Inscrit Classé                | 1927 1938           | Palais Saint-Pierre (actuel musée des beaux-arts) |
| Parc de la Cerisaie | 4e arrondissement  | La Croix-Rousse                                                                    | 45° 46′ 34″ nord, 4° 48′ 54″ est | « PA69000053 » | Inscrit                       | 2015                | Parc de la Cerisaie |
| Parc de la Tête d'Or Les éléments suivants : la grille à l'entrée principale avec ses piliers dite aussi porte des Enfants du Rhône, place du Général-Leclerc ; la grille ou porte Montgolfier, avenue Verguin ; le monument aux Morts dans l'île du Souvenir ; la serre hollandaise ; les deux grandes serres ; la serre dite des Camélias et la serre des Pandanus (cad. AC ; DP 22, 39). | 6e arrondissement  | Place du Général-Leclerc Boulevard des Belges Allée Achille-Lignon Avenue Verguin  | 45° 46′ 50″ nord, 4° 51′ 15″ est | « PA00117982 » | Inscrit                       | 1982                | Parc de la Tête d'OrLes éléments suivants : la grille à l'entrée principale avec ses piliers dite aussi porte des Enfants du Rhône, place du Général-Leclerc ; la grille ou porte Montgolfier, avenue Verguin ; le monument aux Morts dans l'île du Souvenir ; la serre hollandaise ; les deux grandes serres ; la serre dite des Camélias et la serre des Pandanus (cad. AC ; DP 22, 39). |
| Poste d’aiguillage n° 1 de la gare de Lyon-Perrache | 2e arrondissement  | Quai Rambaud                                                                       | 45° 45′ 01″ nord, 4° 49′ 19″ est | « PA69000080 » | Inscrit                       | 2023                | Image manquante Téléverser |
| Primatiale Saint-Jean | 5e arrondissement  | Place Saint-Jean                                                                   | 45° 45′ 39″ nord, 4° 49′ 38″ est | « PA00117785 » | Classé                        | 1862                | Primatiale Saint-Jean |
| Ancienne propriété Gillet | 4e arrondissement  | 25 rue Chazière                                                                    | 45° 46′ 27″ nord, 4° 49′ 04″ est | « PA69000053 » | Inscrit                       | 2015                | Ancienne propriété Gillet |
| Réservoir d'aqueduc de l'Angélique | 5e arrondissement  | 1-2, montee Nicolas-de-Lange                                                       | 45° 45′ 54″ nord, 4° 49′ 23″ est | « PA00118137 » | Inscrit                       | 1991                | Image manquante Téléverser |
| Sanctuaire de Cybèle | 5e arrondissement  | 6, rue de l'Antiquaille 17, rue Cléberg                                            | 45° 45′ 35″ nord, 4° 49′ 06″ est | « PA00117988 » | Classé                        | 1983                | Sanctuaire de Cybèle |
| Site archéologique de Fourvière (Odéon antique de Lyon, Théâtre antique de Lyon) | 5e arrondissement  |                                                                                    | 45° 45′ 35″ nord, 4° 49′ 11″ est | « PA00117984 » | Classé                        | 1905 1933 1935      | Site archéologique de Fourvière (Odéon antique de Lyon, Théâtre antique de Lyon) |
| Site archéologique de Saint-Just Les Minimes | 5e arrondissement  | Quartier Saint-Just                                                                | 45° 45′ 35″ nord, 4° 49′ 11″ est | « PA00117985 » | Classé                        | 1984                | Site archéologique de Saint-Just Les Minimes |
| Stade de Gerland | 7e arrondissement  | Rue Jean-Boin Rue Tony-Garnier Avenue Jean-Jaurès                                  | 45° 43′ 26″ nord, 4° 49′ 57″ est | « PA00117986 » | Inscrit                       | 1967                | Stade de Gerland |
| Statue équestre de Louis XIV | 2e arrondissement  | Place Bellecour                                                                    | 45° 45′ 28″ nord, 4° 49′ 56″ est | « PA69000054 » | Inscrit                       | 2016                | Statue équestre de Louis XIV |
| Temple du Change | 5e arrondissement  | Place du Change                                                                    | 45° 45′ 52″ nord, 4° 49′ 40″ est | « PA00117989 » | Classé Inscrit                | 1913 2013           | Temple du Change |
| Théâtre des Célestins | 2e arrondissement  | Place des Célestins Rue Gaspard-André Rue Charles-Dullin                           | 45° 45′ 36″ nord, 4° 49′ 53″ est | « PA69000003 » | Inscrit                       | 1997                | Théâtre des Célestins |
| Tombeaux romains de Trion | 5e arrondissement  | Place Eugène-Wernert Montée de Choulans                                            | 45° 45′ 19″ nord, 4° 48′ 58″ est | « PA00117991 » | Classé                        | 1905                | Tombeaux romains de Trion |
| Tour du guet de Montvert | 8e arrondissement  | Rue de Montvert                                                                    | 45° 44′ 22″ nord, 4° 53′ 09″ est | « PA00117992 » | Inscrit                       | 1936                | Image manquante Téléverser |
| Villa de madame Garnier | 9e arrondissement  | 5 rue de la Mignonne                                                               | 45° 47′ 51″ nord, 4° 49′ 40″ est | « PA00118139 » | Inscrit                       | 1991                | Villa de madame Garnier |
| Villa de Mlle Bachelard, par Tony Garnier | 9e arrondissement  | 7 rue de la Mignonne                                                               | 45° 47′ 52″ nord, 4° 49′ 39″ est | « PA00118138 » | Inscrit                       | 1991                | Villa de Mlle Bachelard, par Tony Garnier |
| Villa des Frères Lumière | 8e arrondissement  | 25 rue du Premier-Film Place Ambroise-Courtois                                     | 45° 44′ 41″ nord, 4° 52′ 16″ est | « PA00117993 » | Inscrit                       | 1986                | Villa des Frères Lumière |
| Villa Gorge de Loup | 9e arrondissement  | 55 rue Sergent-Michel-Berthet                                                      | 45° 45′ 59″ nord, 4° 48′ 21″ est | « PA00118110 » | Inscrit                       | 1989                | Villa Gorge de Loup |
| Villa Marius Berliet | 3e arrondissement  | 39 avenue Esquirol                                                                 | 45° 44′ 32″ nord, 4° 53′ 32″ est | « PA00118109 » | Inscrit                       | 1989                | Villa Marius Berliet |

## Monuments radiés
| Monument                                           | Arrondissement    | Adresse             | Coordonnées                          | Notice         | Protection    | Date      | Illustration                                      |
| -------------------------------------------------- | ----------------- | ------------------- | ------------------------------------ | -------------- | ------------- | --------- | ------------------------------------------------- |
| Gare du Bourbonnais (démolie dans les années 1950) | 2e arrondissement | 46-51 quai Perrache | 45° 44′ 25″ nord, 4° 49′ 23″ est     | « IA69000830 » | Inscrit Radié | 1938 1953 | Gare du Bourbonnais(démolie dans les années 1950) |
| Théâtre de l'Eldorado (démoli en 1993)             | 3e arrondissement | 33 cours Gambetta   | 45° 45′ 16,6″ nord, 4° 50′ 43,8″ est | « PA00117990 » | Inscrit Radié | 1982 2010 | Théâtre de l'Eldorado(démoli en 1993)             |
| Chapelle Saint-Alban (démolie en 1971)             | 8e arrondissement | 105 rue Laennec     | 45° 44′ 09″ nord, 4° 53′ 13″ est     | « PA69000045 » | Inscrit Radié | 1936 2011 | Chapelle Saint-Alban(démolie en 1971)             |